# Caudron C.530
Pour les articles homonymes, voir Rafale.
Dimensions
Le Caudron C.530 Rafale est un monoplan biplace de sport construit par la société Caudron-Renault à Issy-les-Moulineaux. Seulement sept ont été construits mais ils ont eu beaucoup de succès dans plusieurs concours en 1934.

## Histoire
Le Rafale C.530 a été conçu par l'ingénieur Marcel Riffard comme un avion de compétition et en 1934, il eut de grands succès en course.
Le 8 juillet, un Rafale a pris les trois premières places des 12 heures d'Angers et plus tard ce même mois, il a occupé les six premières places de la Coupe Esders,.
À la fin du mois d'août, il a remporté la Zénith Cup avec un vol au-dessus du parcours prescrit de 1 578 km à 240 km/h.
En 1935, deux des C.530 ont été convertis en C.660 Rafale, propulsés par des moteurs en ligne inversés à six cylindres Renault de 134 kW (180 ch). L'un d'eux a remporté de nouveau les 12 heures d'Angers cette année-là,.

## Description

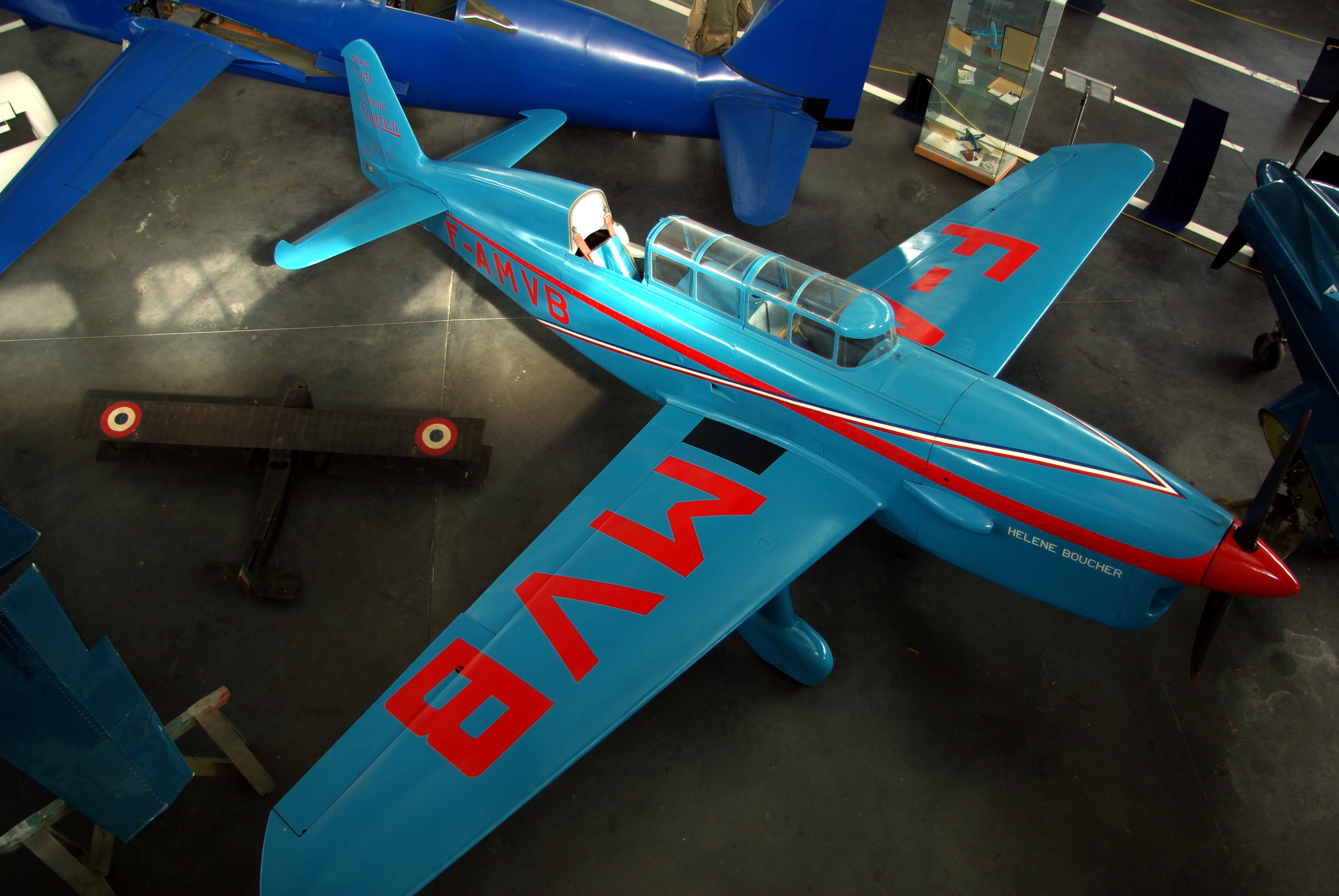
Le C.530 était très proche du C.430 conservé à Angers-Marcé.

Le C.530 était un monoplan cantilever à aile basse, à ossature de bois et recouvert de tissu, avec beaucoup de points communs avec son prédécesseur et homonyme, le Caudron C.430 Rafale, mais avec une charge alaire inférieure. Son aile était effilée, à bout rond et portait des volets fendus.
Son fuselage était à flancs plats, avec un platelage profond et arrondi sur toute la longueur.
Son moteur était une version du Renault 4Pei avec sa compression augmentée à 6:1 et fonctionnant à la vitesse supérieure de 2 450 tr/min. L'hélice Ratier bipale à pas variable automatique était réglable en vol.
Il a aussi été équipé du moteur quatre cylindres en ligne inversé Renault Bengali Junior de 152 ch (113 kW) dans le nez, entraînant une hélice à deux pales à pas variable.
Les deux sièges du Rafale étaient en tandem, l'un au-dessus de l'aile et l'autre juste derrière le bord de fuite, sous un cockpit long (environ un tiers de la longueur du fuselage) et étroit à plusieurs cadres avec un pare-brise vertical arrondi et un accès coulissant. Derrière la verrière, un long carénage prolongeait le profil jusqu'à la queue verticale droite et triangulaire à bout rond. La dérive horizontale était montée largement en avant de l'aileron sur le dessus du fuselage.
Le Rafale avait un train d'atterrissage fixe à larges roues et patin arrière. Ses roues étaient portées par des jambes verticales de faible section qui partaient des ailes et étaient en grande partie enfermées dans des carénages en alliage de magnésium. Le décollage pouvait s'effectuer sur 160 m à moins de 90 km/h.
La date du premier vol n'est pas certaine mais il a volé le 7 juin 1934, peut-être pour la première fois. Six autres exemplaires construits ont été enregistrés peu de temps après.

### Variantes
Il a été produit en 2 versions : C.530 (7 construits) dont 2 transformées en C.660 Rafales.